# 中国人民解放军新闻传播中心
中国人民解放军新闻传播中心，位于北京市，是中央军事委员会政治工作部直属单位。

## 沿革
2018年，在深化国防和军队改革中，原中国人民解放军电视宣传中心、中央军委政治工作部文网中心、中国人民解放军出版社、解放军报社等单位合并成立中国人民解放军新闻传播中心。

## 机构设置
- 报社（解放军报社）
- 广播电视部[2]
- 网络部[1]
- 出版社[3]

## 历任领导
| 主任 1. 李秀宝 少将（2018年—2019年） 2. 李军 少将（2019年—） 副主任 - 雷雨（2018年—） | 政治委员 1. 孙继炼 少将（2018年—） |